# Arisaema agasthyanum
Arisaema agasthyanum là một loài thực vật có hoa trong họ Ráy (Araceae). Loài này được Sivad. & Sath.Kumar mô tả khoa học đầu tiên năm 1987.